# Zaguibovka
Zaguibovka (en rus: Загибовка) és un poble del krai de Perm, a Rússia, que pertany al districte rural de Bolxessosnovski. El 2010 tenia quatre habitants.